# Berliner Verkehrsbetriebe
.

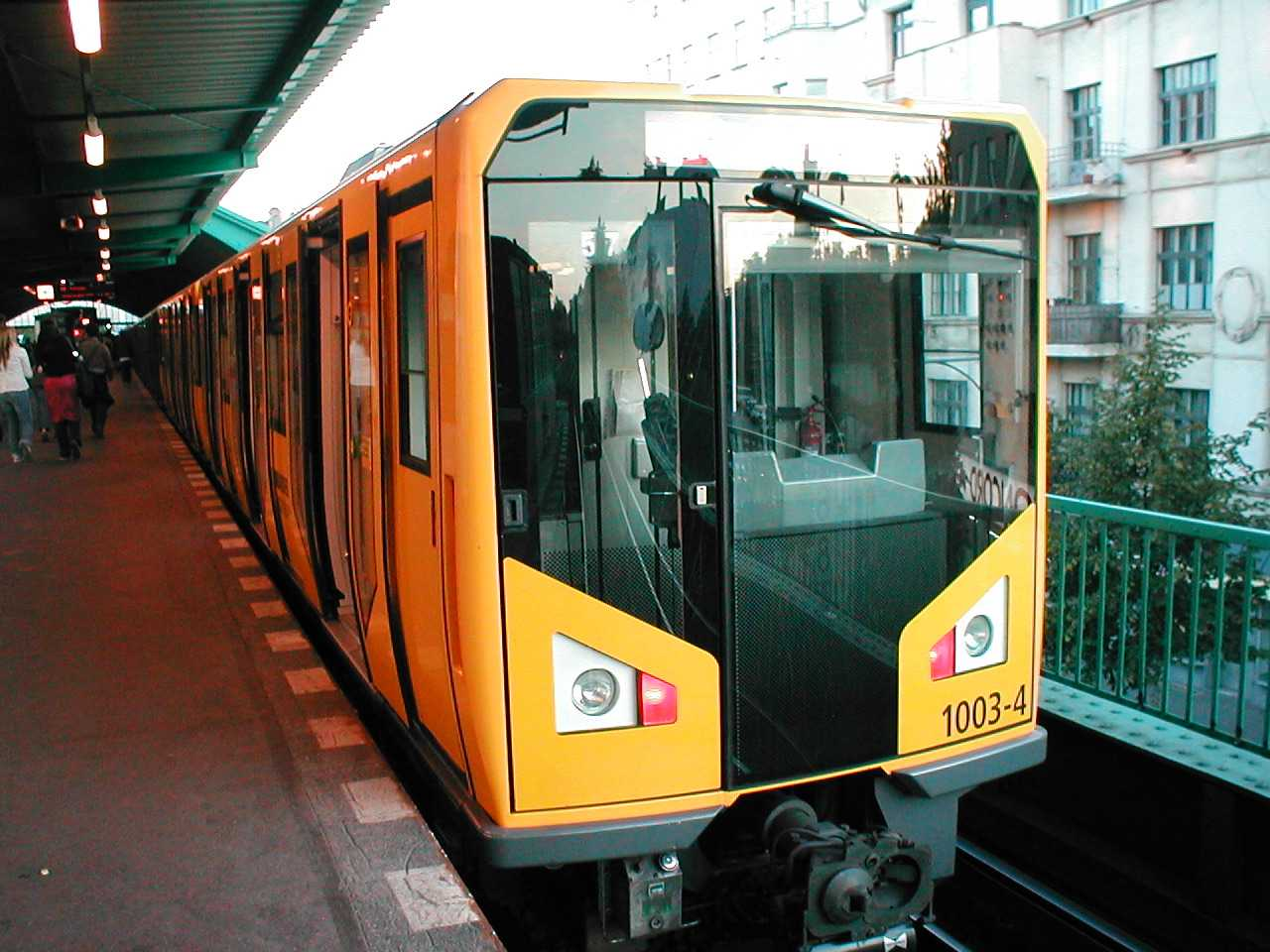
Berlins tunnelbana (U-Bahn).

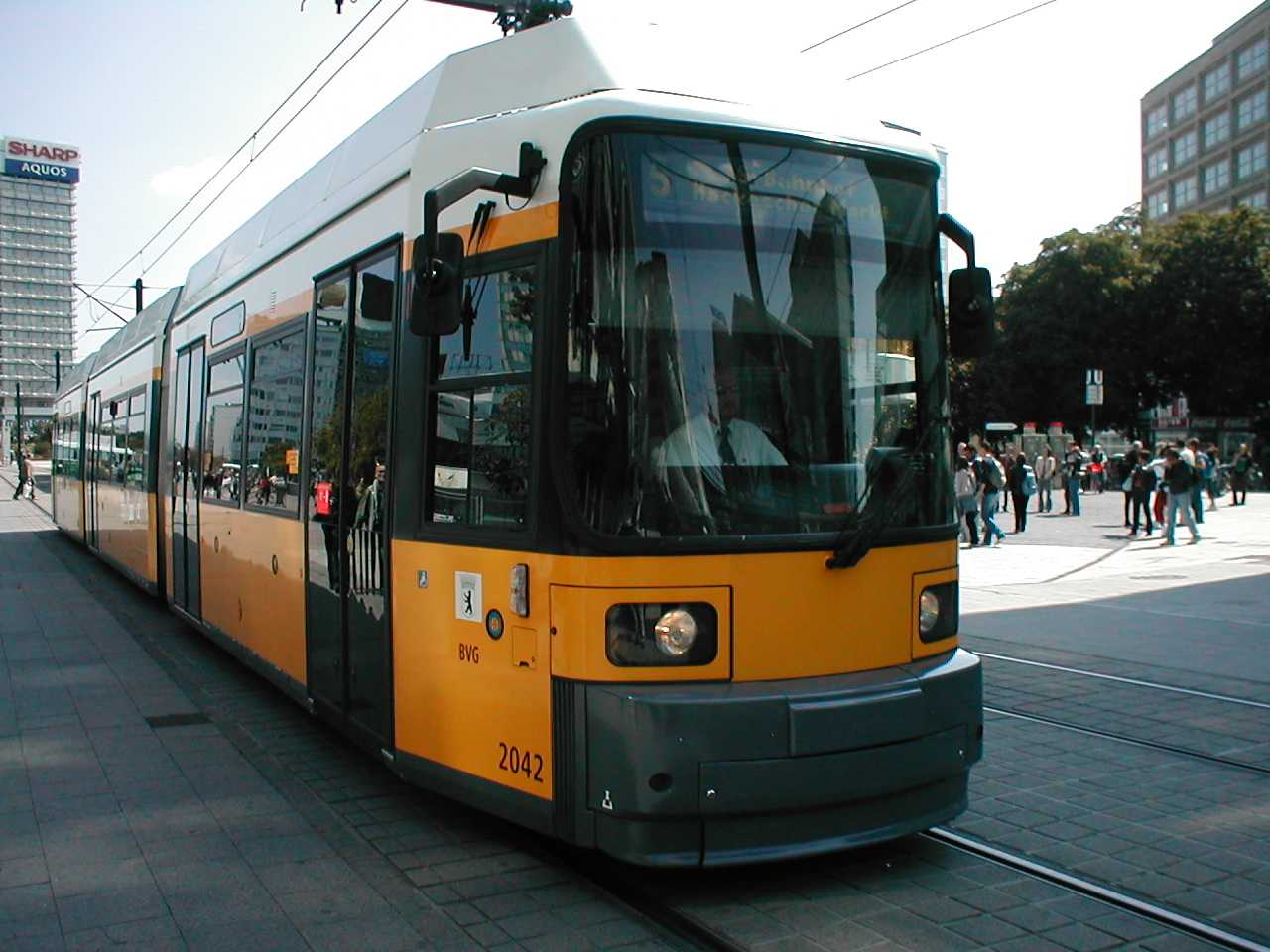
BVG-spårvagn.

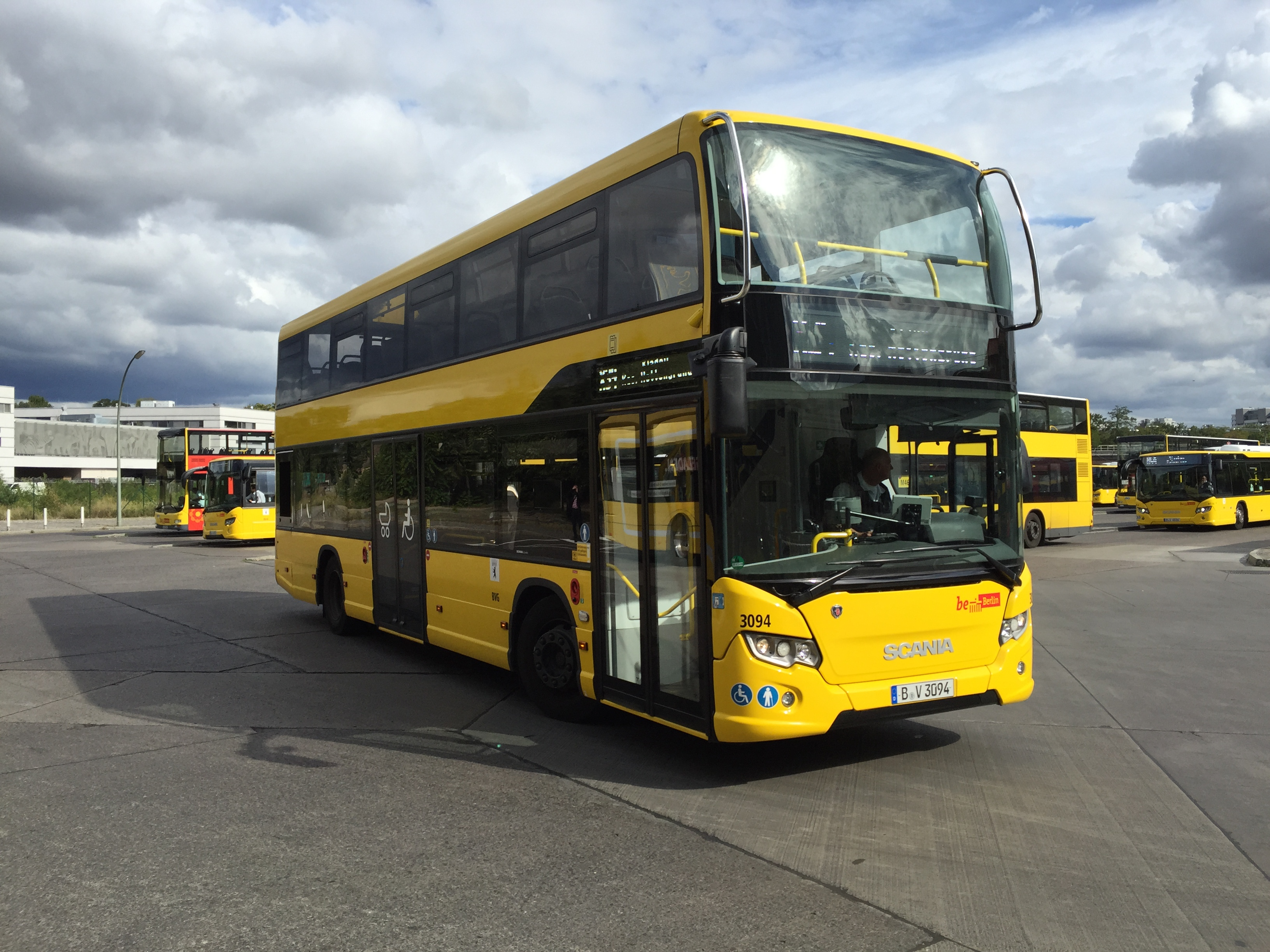
BVG-buss av typen Scania Citywide LFDD

Berliner Verkehrsbetriebe, BVG, är Berlins kommunala lokaltrafikbolag. BVG bedriver Berlins tunnelbana, Berlins spårväg samt mesta delen av den lokala busstrafiken. Det är Tysklands största lokaltrafikbolag.

## Historia
1928 grundades Berliner Verkehrs-AG (BVG) genom att flera bolag slogs samman på initiativ av trafikstadsrådet Ernst Reuter. 1929 startades verksamheten upp. 1938 fick bolaget sitt nuvarande namn, Berliner Verkehrsbetriebe, men man valde att ändå behålla den väl inarbetade förkortningen BVG. Då Berlin delades 1949 skapades två olika BVG-bolag men 1969 tog BVG i Östberlin namnet BVB - VEB Kombinat Berliner Verkehrsbetriebe och blev ett folkägt företag. 
Berlins pendeltåg kom att köras av östtyska Deutsche Reichsbahn i hela Berlin med en bojkott i väst som följd. 1984 kom BVG att ta över pendeltågstrafiken i Västberlin.
Under 1980-talet startades projektet M-Bahn i Västberlin där man provade att köra med magnettåg. Projektet lades ner 1991.
Dagens BVG skapades 1992 då BVG i Västberlin slogs samman med BVB i Östberlin.

## Statistik
Statistik 31 december 2005
- 906,9 miljoner resenärer (2005)
- 1288 tunnelbanevagnar
- 600 spårvagnar
- 1238 bussar
- 173 tunnelbanestationer
- 373 spårvagnshållplatser
- 2611 busshållplatser